# 董占林
董占林（1923年—），北京人，中国人民解放军将领、中国人民解放军中将。
1988年，授予中国人民解放军中将，曾任兰州军区副司令员。

## 家庭
四子董朝曾任解放軍駐港部隊副司令員、總參軍訓和兵種部軍兵種訓練局局長。